# Сарык (обувь)

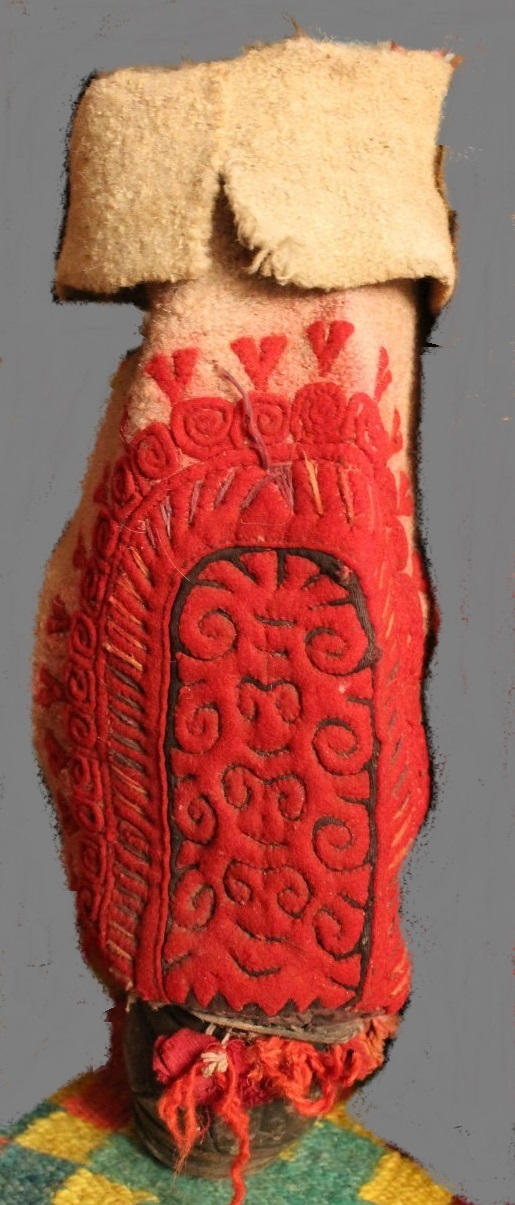
Башкирская национальная обувь - сарык (чарык)

Сарык (баш. сарыҡ, тат. сарык, чарык) — традиционная башкирская и татарская мужская и женская кожаная обувь.
Сарык относится к башкирской и татарской традиционной обуви, изготовленной из сыромятной кожи с голенищами из грубого сукна. Различают сарык с простой (4 и 6 кускарные) и сложной орнаментацией (8 , 10 , 12 кускарные). Сарык были как повседневной, так и праздничной или свадебной обувью.

## Изготовление
Изготовление кожаного сарык начиналось в подошвы. Задник и края, к которым пришивалась заготовка полуовальной формы формировались изгибом кверху краев подошвы.
Высокие, от 40 до 46 см, голенища сарык подвязывались под коленом плетёными шнурками (ҡунысбау, ҡысмау).
Голенища украшалась сзади аппликацией с башкирским орнаментом в сочетании с вышивкой.
На голенищах мужских сарык нашивали кожаные нашивки в виде полуовалов (над задником и на мыске), ромбов или треугольников. Нашивки, кроме украшения, выполнял и роль оберегов.

## Использование
Сарык носили с суконными чулками (тула ойоҡ) или портянками (силғау).